# Bečov nad Teplou
Bečov nad Teplou (deutsch Petschau) ist eine Stadt im Okres Karlovy Vary im Karlovarský kraj (Region Karlsbad) in Tschechien.

## Geographie
Die Stadt liegt im westlichen Böhmen im Tal der Tepl im Naturschutzgebiet Slavkovský les (Kaiserwald). Im Norden liegen Krásný Jez (Schönwehr) und Vodna (Wasserhäuseln), im Osten Krásné Údolí, im Südosten Měchov und Tisová, im Südwesten Louka und das Naturschutzgebiet Pluhův bor, im Westen Starý Dvůr und im Nordwesten Dolní Hluboká sowie Krásno. Durch den Ort verläuft die Europastraße 49. Mit ihrer auf einem Felssporn oberhalb der Tepl liegenden Burg Bečov gehört Bečov zu den malerischsten Orten der Region zwischen Karlsbad und Marienbad.

## Gemeindegliederung
Die Gemeinde Bečov nad Teplou besteht aus den Ortsteilen Bečov nad Teplou (Petschau), Krásný Jez (Schönwehr) und Vodná (Wasserhäuseln), die zugleich auch Katastralbezirke bilden.

## Geschichte
Die Burg Bečov/Petschau wurde vermutlich in der ersten Hälfte des 14. Jahrhunderts errichtet und im Jahr 1349 erstmals urkundlich erwähnt. Damals war sie im Besitz des Boresch IV. von Ossegg und Riesenburg. Sie diente vermutlich als Zollstelle an der Kreuzung der Straßen von Elbogen nach Pilsen und von Tepl nach Schlackenwert. Zusammen mit der darunter entstehenden Siedlung bildete sie ein Herrschaftszentrum. Im Jahr 1354 erteilte der böhmische Landesherr Karl IV. den Brüdern Boresch und Slavko von Riesenburg die Genehmigung, Gold, Silber und Zinn im angrenzenden Kaiserwald abzubauen. Für das Jahr 1357 ist ein Pfarrer von Petschau belegt und 1387 wurde Petschau als Städtchen bezeichnet. 1399 erteilten die Herren von Riesenburg ihren Untergebenen das Recht der Freizügigkeit, das Erb-, Brau-, Holz-Rode- und Jagdrecht und befreiten sie vom Frondienst. Im Jahr 1407 gelangte Petschau an die Herren von Hasenburg, denen 1411 die Herren von Plauen folgten. In den Hussitenkriegen wurde Petschau vom Hussitenhauptmann Jakob von Wrzessowitz belagert und niedergebrannt. 1482 erteilte der böhmische König Vladislav II. dem Marktort Petschau das Elbogener Stadtrecht, das Befestigungsrecht, und bewilligte einen Jahrmarkt.
Im Jahr 1495 gelangte Bečov an die Herren Pflug von Rabenstein, die die Burg umbauen ließen. Während ihrer Herrschaft kam es zu einer wirtschaftlichen Blüte, da sie den Zinnabbau förderten. Da Kaspar Pflug von Rabenstein (Kašpar Pluh z Rabštejna) den Ständeaufstand von 1547 angeführt hatte, wurde sein Besitz vom König Ferdinand I. konfisziert. Danach gelangten Stadt und Herrschaft als Pfand an die Herren von Plauen, später an die Grafen Schlick, 1573 an die Stadt Petschau und 1615 an die Stadt Schlaggenwald. Bei einem Hochwasser der Tepl starben 1582 zwölf Personen und zahlreiche Häuser wurden beschädigt. 1621 zerstörte ein Feuer fast die gesamte Stadt. In der Gegenreformation kam es zu einem wirtschaftlichen Niedergang, da die evangelischen Bergleute zu einer Konversion nicht bereit waren und nach Sachsen vertrieben wurden. Im Dreißigjährigen Krieg wurde 1648 die Burg vom schwedischen General Königsmarck erobert und schwer beschädigt. Im Jahr 1624 erwarben die aus Thüringen stammenden Questenberger Petschau. 1722 wurde die Straße in Richtung Pilsen gebaut. 1752 gelangte Petschau an die Herren von Kaunitz. Sie vollendeten den von Johann Adam von Questenberg begonnenen Bau des Barockschlosses, das unterhalb der verlassenen Burg errichtet wurde. Nach dem großen Stadtbrand von 1760 bauten sie neue Häuser und die Pfarrkirche wieder auf. 1813 wurde Petschau vom belgischen Adligen Friedrich Beaufort-Spontin erworben, der 1817 starb. 1829/31 wurde die Straße von Karlsbad nach Marienbad ausgebaut.
Nach der Aufhebung der Patrimonialherrschaften bildete Petschau ab 1850 eine Gemeinde in der Bezirkshauptmannschaft Karlsbad. 1872/74 legte Karl Alfred Beaufort-Spontin unterhalb der Burg einen Park mit einem Alpinum an. Da eine industrielle Entwicklung kaum stattfand, gelang ein wirtschaftlicher Fortschritt nur langsam und die Bevölkerung ernährte sich überwiegend von Land- und Forstwirtschaft sowie dem Handwerk. Im November 1898 erhielt Petschau Eisenbahnanschluss (Strecke nach Rakonitz), im Dezember folgte die Bahnverbindung nach Karlsbad und 1903 wurde in der ehemaligen Mühle ein Kraftwerk eingerichtet.
Nach der Errichtung der Tschechoslowakei 1918 erhielt Petschau die amtliche Ortsbezeichnung Bečov. Am 1. Dezember 1930 hatte es 2384 Einwohner (davon 168 Tschechen). Infolge des Münchner Abkommens musste es 1938 an das Deutsche Reich abgetreten werden. 1939 lebten in Petschau 2158 Menschen. Bis zum Ende des Zweiten Weltkrieges war das Dorf Teil des deutschen Landkreises Tepl.

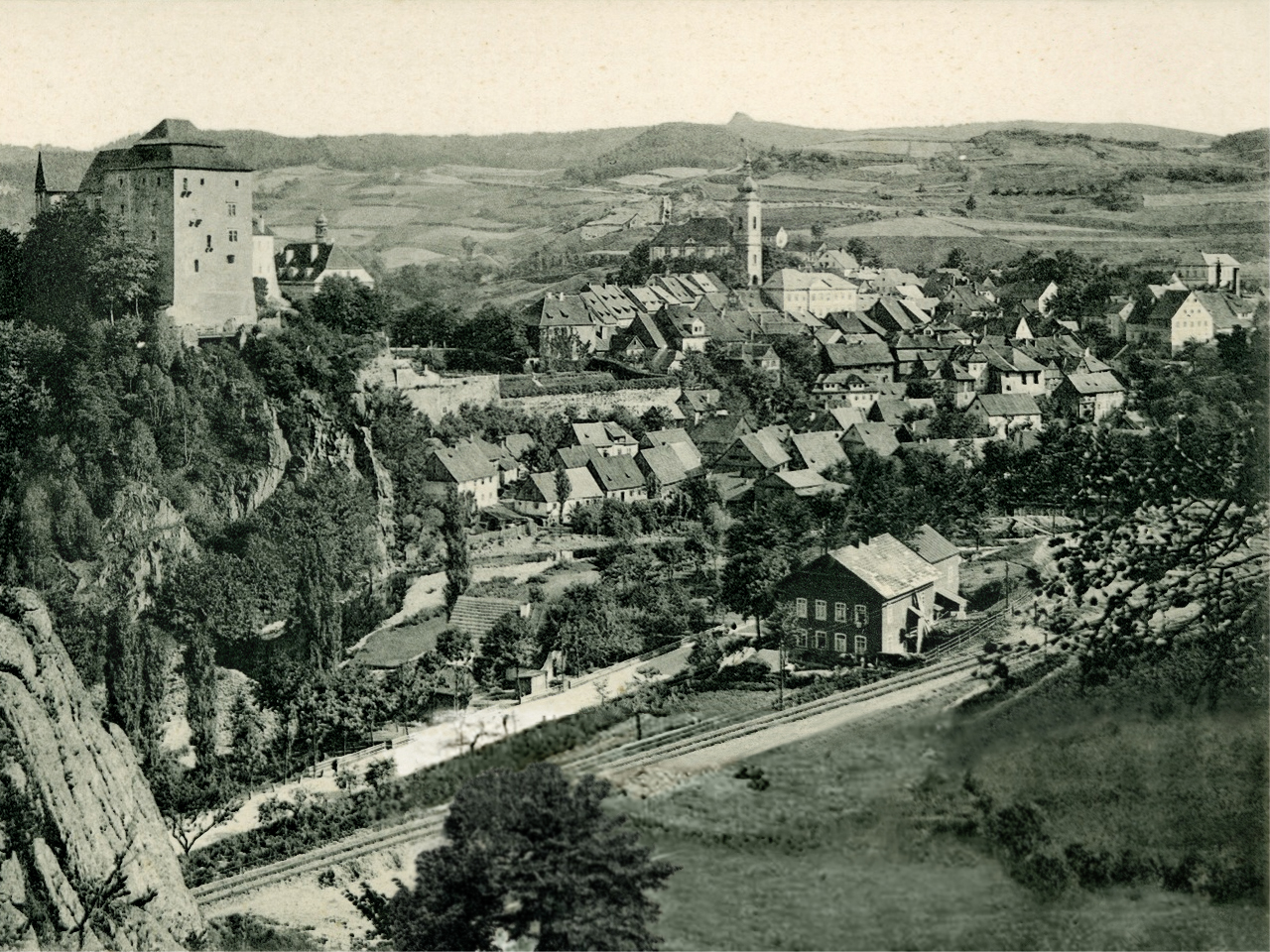
Stadtansicht von 1899
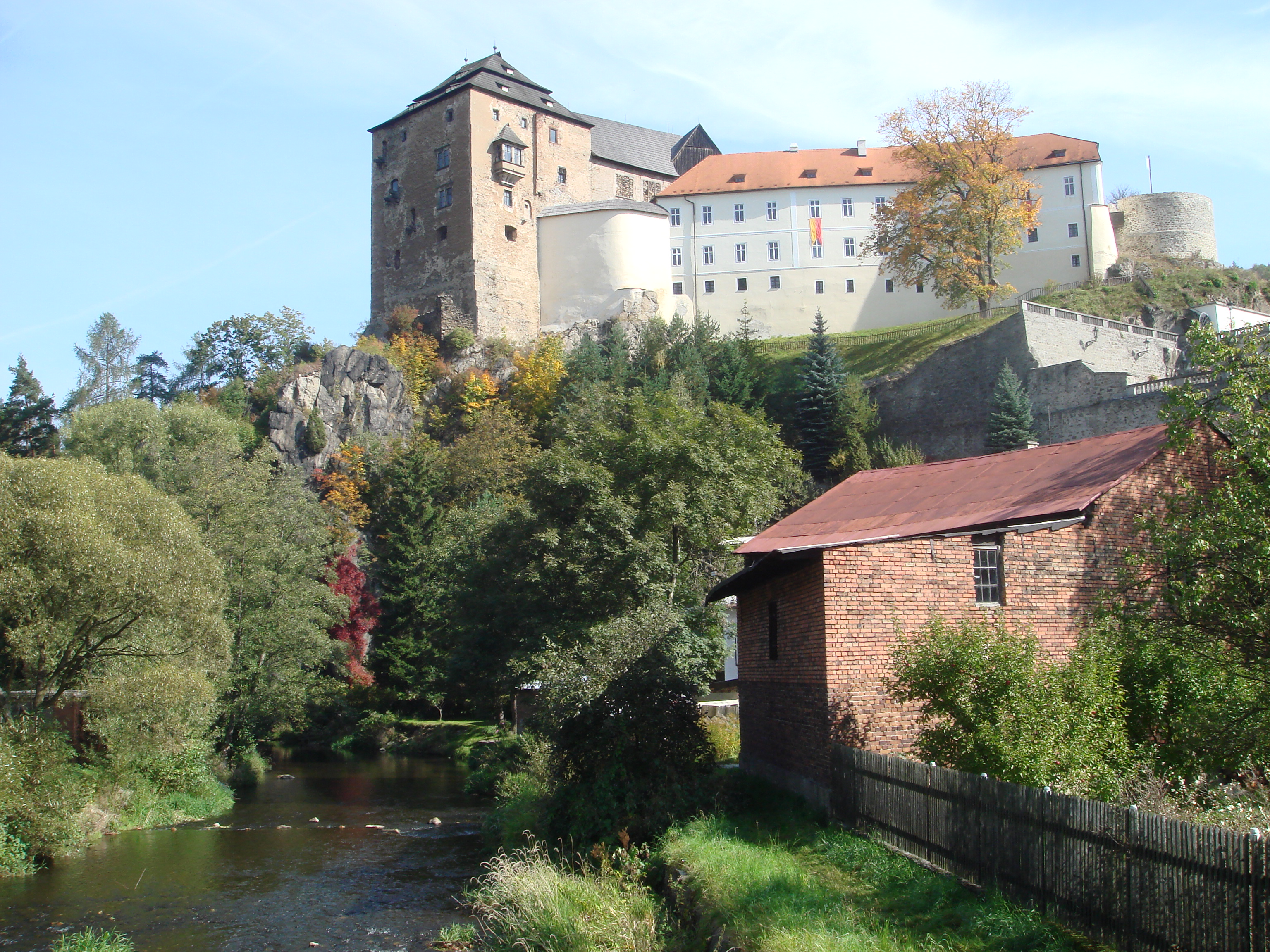
Burg und Schloss Bečov
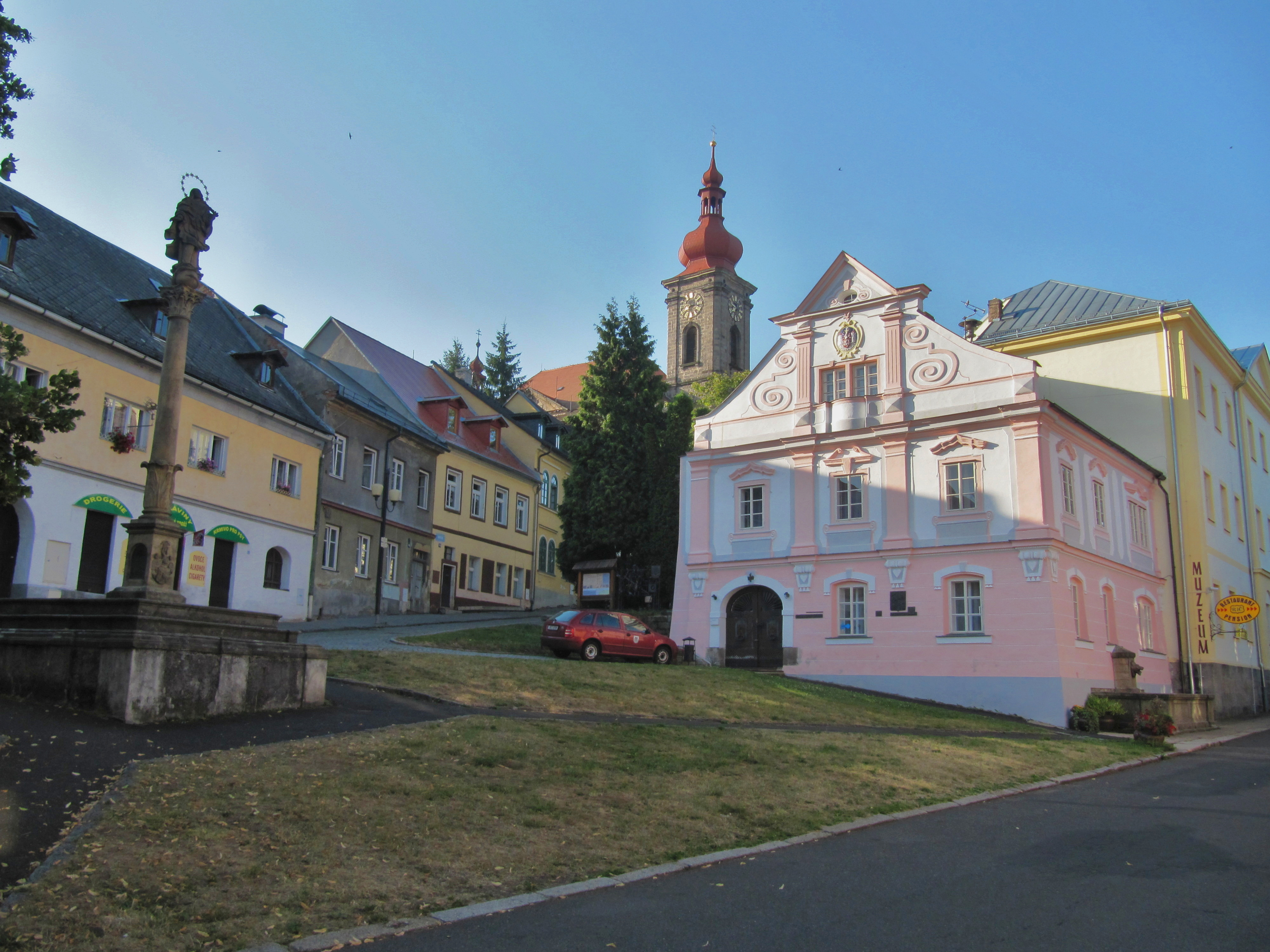
Platz des 5. Mai
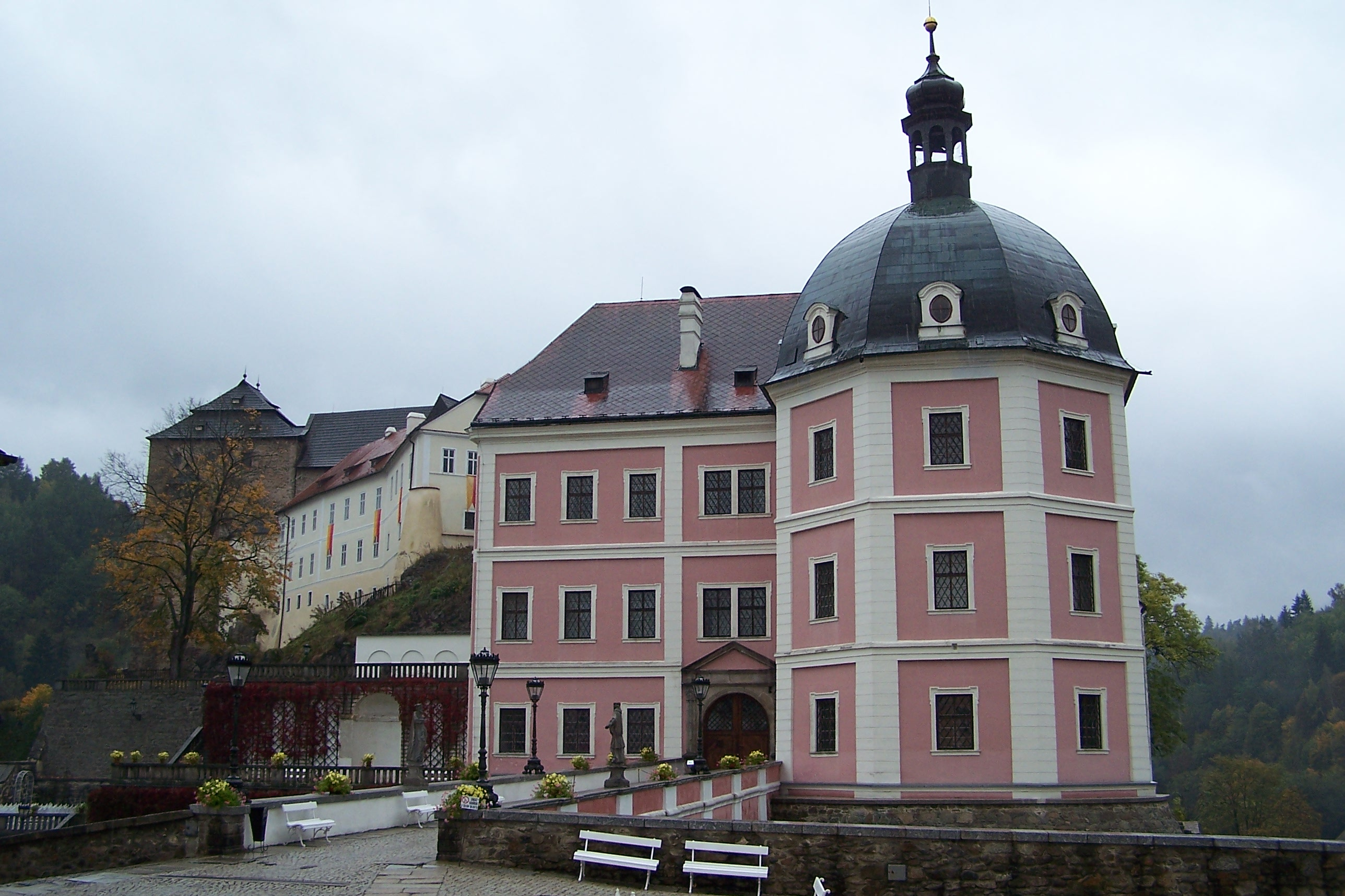
Schloss und Burg Bečov
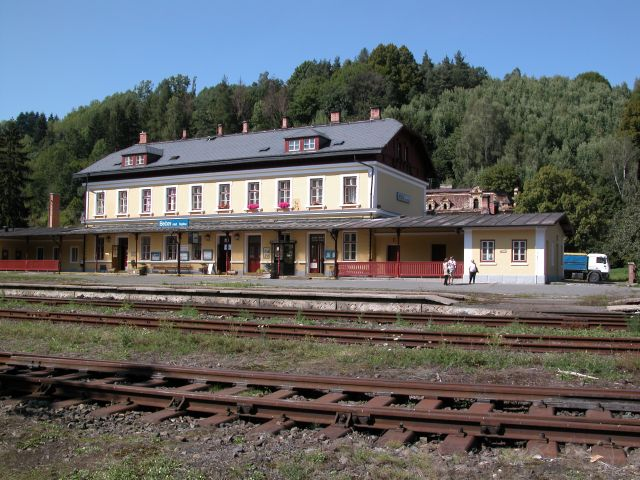
Bahnhof

Nach dem Zweiten Weltkrieg kam Petschau/Bečov an die Tschechoslowakei zurück. Die deutschsprachige Bevölkerung wurde zu einem Großteil vertrieben. Ihr Vermögen wurde durch das Beneš-Dekret 108 konfisziert, das Vermögen der evangelischen Kirche durch das Beneš-Dekret 131 liquidiert; die katholischen Kirchen in der Tschechoslowakei wurden enteignet. Auch der Schlossbesitzer Beaufort-Spont wurde enteignet.
Da die Besiedlung mit Neubürgern nur in geringem Umfang erfolgte, waren zahlreiche Häuser dem Verfall preisgegeben.

### Demographie
| Jahr | Einwohner | Anmerkungen                   |
| ---- | --------- | ----------------------------- |
| 1900 | 2308      | deutsche Einwohner            |
| 1921 | 2247      | davon 2136 deutsche Einwohner |
| 1930 | 2384      | davon 168 Tschechen           |
| 1939 | 2156      | [ 10 ]                        |

| Jahr      | 1970 | 1980 | 1991 | 2001 | 2003 | 2017 |
| --------- | ---- | ---- | ---- | ---- | ---- | ---- |
| Einwohner | 1250 | 1138 | 1086 | 1002 | 976  | 950  |

## Städtepartnerschaften
Seit dem Jahr 2016 gibt es eine Städtepartnerschaft mit Thalheim im Erzgebirge (Sachsen).
Im Mai 2018 kam Eschenburg in Hessen hinzu.

## Sehenswürdigkeiten
- Burg und Schloss Bečov mit St.-Maurus-Schrein aus dem 13. Jahrhundert, ursprünglich aus dem Rhein-Maas-Gebiet, seit 1888 auf dem Schloss Bečov.
- Die Pfarrkirche St. Georg wurde im 15. Jahrhundert an der Stelle der ehemaligen Feste errichtet und nach einem Brand 1621 wieder aufgebaut. Nach einem weiteren Brand im Jahre 1760 wurde 1763–1767 das heutige Gotteshaus nach Entwurf des Baumeisters Franz Pöpperl erbaut. Den Hauptaltar schuf T. Pistel aus Tepl, das Hauptaltargemälde des hl. Georg der Lutitzer Maler J. Grimmer. Der Kirchturm nach Entwurf des Theusinger Baumeisters Johann Schobert entstand erst 1885.
- Der Brunnen vor der Kirche stammt aus der ersten Hälfte des 19. Jahrhunderts.
- Das Pfarrhaus im Stil des Spätbarock entstand ebenfalls nach dem Brand von 1760. Die geschützte Linde neben dem Pfarrhaus soll ungefähr 300 Jahre alt sein.
- Das Rathaus nach Entwurf der Architekten Josef Moik und Norbert Heydl entstand nach 1760 an der Stelle eines Vorgängerbaus. Beim Umbau 1898 erhielt es sein heutiges Aussehen. Vor dem Rathaus steht ein Brunnen aus der ersten Hälfte des 19. Jahrhunderts, dessen Wasserspeier einen Löwenkopf darstellt.
- Die Mariensäule der Maria Immaculata mit dem Wappen der Herren von Questenberg wurde 1680 von diesen gestiftet. 1891 sowie 1995 wurde sie renoviert.
- Bürgerhäuser im Stil des Barock und des Klassizismus
- Jüdischer Friedhof
- Botanischer Garten (Alpinum)
- MHM Motorrad-Museum[14]

## Tourismus
Der Bahnhof Bečov nad Teplou wird von Zügen der Strecken Mariánské Lázně–Karlovy Vary und Rakovník–Bečov nad Teplou bedient.
Der Radfernweg Euregio Egrensis führt durch Bečov nad Teplou.

## Persönlichkeiten
Nach Geburtsjahr geordnet
- Joseph Labitzky (1802–1881), Kapellmeister und Komponist, verbrachte seine Jugend in Petschau
- Anton Stöhr (1830–1906), Jurist, Politiker, Abgeordneter seiner Heimat Westböhmen im Reichsrat
- August Labitzky (1832–1903), Komponist und Kapellmeister in Karlsbad
- Josef Zítek (1832–1909), Architekt und Professor an der Deutschen Technischen Hochschule in Prag, war an der Restaurierung des Schlosses beteiligt
- Ludwig Pleier (* 1847 in Petschau), Komponist, Solo-Cellist im Karlsbader Kurorchester, Musikdirektor der Kurkapelle in Meran, 1893 vom Sultan von Jahore zum Hofkapellmeister ernannt, 1902 verlieh ihm der Schah von Persien das Ehrenzeichen des Löwen- und Sonnenordens.
- Josef Rieber (1862–1934), Priester, Orientalist und Kirchenrechtler; Rektor der Karl-Ferdinands-Universität
- Alois Rieber (1876–1944), akademischer Bildhauer
- Herzog Heinrich Beaufort-Spontin (1880–1966), Schlossherr von Petschau und Theusing, Ehrenbürger von Bečov, Ehrenritter des Malteser Ritterordens; 1945 von der Tschechoslowakei enteignet; verstarb in Kainach in der Steiermark.
- Wenzel Köhler (1906–1987), deutscher Politiker (GB/BHE und GdP)
- Thomas Windisch (1914–2005), Komponist, Architekt, Maler, Lyriker und Pianist
- Eduard Götzl (1921–1986), Politiker (SED)
- Reinhard Edmund Steiner (1930–1991), Musiker, Komponist und Musikpädagoge
- Ilse Raddatz-Unterstein (* 1930 in Petschau; † 2015), deutsche Grafikerin und Illustratorin